# Русковера
Русковера — посёлок в Пинежском районе Архангельской области. Входит в состав Шилегского сельского поселения.

## География
Посёлок расположен в восточной части области на расстоянии примерно в 19 километрах по прямой к юго-западу от районного центра села Карпогоры.
Часовой пояс
Посёлок Русковера как и вся Архангельская область, находится в часовой зоне МСК (московское время). Смещение применяемого времени относительно UTC составляет +3:00.

## Население
| 2002 | 2010 | 2012 |
| ---- | ---- | ---- |
| 538  | ↘437 | ↗546 |

Национальный состав
Согласно результатам переписи 2002 года, в национальной структуре населения русские составляли 97 % из 537 чел..